# فهرست سنگواره‌های مشهور انسان
جدول زیر فهرست خلاصه‌ای از سنگواره‌های نخستی‌سانان مرتبط با تکامل انسان را نمایش می‌دهد. هزاران سنگواره تاکنون در این زمینه یافت شده‌است که اغلب به شکل بخش‌هایی از بدن کامل مانند برخی استخوان‌ها یا دندان بوده و جمجمه‌ها و اسکلت‌های کامل کمیاب است جدول زیر را نمی‌توان معرف فهرستی جامع دانست بلکه صرفاً نشان دهنده برخی سنگواره‌های مهم یافت شده در این زمینه است. سنگواره‌ها بر حسب قدمت تخمین زده شده برای آنان با روش قدمت سنجی رادیومتری ویا قدمت سنجی افزایشی مرتب شده‌اند و گونه‌های مربوط به سنگواره‌ها با توجه به اجماع علمی برای گونه مربوط به سنگواره ارائه شده‌است. در مواردی که اجماع علمی برای گونه مربوطه وجود ندارد به سایر گزینه‌های محتمل نیز اشاره شده‌است.

## اواخرمیوسن

### سنگواره‌های با قدمت ۵/۳ تا ۷ میلیون سال
| تصویر | نام             | قدمت         | گونه          | سال اکتشاف | محل اکتشاف |
| ----- | --------------- | ------------ | ------------- | ---------- | ---------- |
|       | (TM 266 (Toumai | ۷ میلیون سال | ساحل‌مردم چادی | ۲۰۰۱       | چاد        |
|       | BAR 1000'00     | ۶ میلیون سال | اررین توگنی   | ۲۰۰۰       | کنیا       |

## پلیوسن

### سنگواره‌های با قدمت ۲/۵۸ تا ۵/۳ میلیون سال
| تصویر                 | نام             | قدمت                 | گونه                | سال اکتشاف | محل اکتشاف       |
| --------------------- | --------------- | -------------------- | ------------------- | ---------- | ---------------- |
|                       | آردی            | ۴/۴ میلیون سال       | آردی‌کپی             | ۱۹۹۴       | اتیوپی           |
|                       | KNM-LT 329      | ۴/۲–۵ میلیون سال     | جنوبی‌کپی انامی      | ۱۹۶۷       | کنیا             |
|                       | KNM-TH 13150    | ۴/۱۵–۵/۲۵ میلیون سال | جنوبی‌کپی انامی      | ۱۹۸۴       | کنیا             |
|                       | KNM-KP 271      | ۴ میلیون سال         | جنوبی‌کپی انامی      | ۱۹۶۵       | کنیا             |
| تصویر را اینجا ببینید | ردپاهای لاتولی  | ۳/۷ میلیون سال       | انسان‌سانان دوپا     | ۱۹۷۶       | تانزانیا         |
| تصویر را اینجا ببینید | LH 4            | ۲/۹–۳/۹ میلیون سال   | جنوبی‌کپی عفاری      | ۱۹۷۴       | لاتولی، تانزانیا |
|                       | K 12            | ۳/۵ میلیون سال       | جنوبی‌کپی بحرالغزالی | ۱۹۹۵       | چاد              |
|                       | مرد پخت رخ      | ۳/۵ میلیون سال       | کنیامردم پخت‌رخ      | ۱۹۹۹       | کنیا             |
|                       | Stw573          | ۳/۳ میلیون سال       | جنوبی‌کپی؟           | ۱۹۹۴       | آفریقای جنوبی    |
|                       | DIK-1 (سلام)    | ۳/۳ میلیون سال       | جنوبی‌کپی عفاری      | ۲۰۰۰       | اتیوپی           |
|                       | AL 288-1 (لوسی) | ۳/۲ میلیون سال       | جنوبی‌کپی عفاری      | ۱۹۷۴       | اتیوپی           |
|                       | AL 200-1        | ۳–۳/۲ میلیون سال     | جنوبی‌کپی عفاری      | ۱۹۷۵       | اتیوپی           |
|                       | AL 129-1        | ۳–۳/۲ میلیون سال     | جنوبی‌کپی عفاری      | ۱۹۷۳       | اتیوپی           |
| تصویر را اینجا ببینید | AL 444-2        | ۳ میلیون سال         | جنوبی‌کپی عفاری      | ۱۹۹۱       | اتیوپی           |

## پلیستوسن

### دیرینه‌سنگی: سنگواره‌های با قدمت ۳۰۰ هزار تا ۲/۵۸ میلیون سال
| تصویر                                                                | نام                        | قدمت                                           | گونه                               | سال اکتشاف | محل اکتشاف      |
| -------------------------------------------------------------------- | -------------------------- | ---------------------------------------------- | ---------------------------------- | ---------- | --------------- |
|                                                                      | توانگ ۱ (کودک توانگ)       | ۲/۵ میلیون سال                                 | جنوبی‌کپی آفریقایی                  | ۱۹۲۴       | آفریقای جنوبی   |
|                                                                      | KNM WT 17000 (جمجمه سیاه)  | ۲/۵ میلیون سال                                 | پرامردم اتیوپی                     | ۱۹۸۵       | کنیا            |
|                                                                      | آرواره یوراها              | ۲/۳–۲/۵ میلیون سال                             | انسان رودولفی                      | ۱۹۹۱       | مالاوی          |
| تصویر را اینجا ببینید                                                | STS14                      | ۲/۰۴–۲/۵۸ میلیون سال                           | جنوبی‌کپی آفریقایی                  | ۱۹۴۷       | آفریقای جنوبی   |
| تصویر را اینجا ببینید                                                | STS71                      | ۲/۰۴–۲/۵۸ میلیون سال                           | جنوبی‌کپی آفریقایی                  | ۱۹۴۷       | آفریقای جنوبی   |
| تصویر را اینجا ببینید                                                | STS71                      | ۲/۰۴–۲/۵۸ میلیون سال                           | جنوبی‌کپی آفریقایی                  | ۱۹۴۷       | آفریقای جنوبی   |
|                                                                      | STS5 (خانم پلس)            | ۲/۰۴ میلیون سال                                | جنوبی‌کپی آفریقایی                  | ۱۹۴۷       | آفریقای جنوبی   |
|                                                                      | TM 1517                    | ۲ میلیون سال                                   | پرامردم تناور                      | ۱۹۳۸       | آفریقای جنوبی   |
| تصویر را اینجا ببینید                                                | MH1                        | ۱/۹۸ میلیون سال                                | جنوبی‌کپی سدیبا                     | ۲۰۰۸       | آفریقای جنوبی   |
|                                                                      | KNM ER 1813                | ۱/۹ میلیون سال                                 | انسان ماهر                         | ۱۹۷۳       | کنیا            |
|                                                                      | KNM ER 1470                | ۱/۹ میلیون سال                                 | انسان رودولفی                      | ۱۹۷۲       | کنیا            |
| تصویر را اینجا ببینید بایگانی‌شده در ۴ مارس ۲۰۱۶ توسط Wayback Machine | OH 24                      | ۱/۸ میلیون سال                                 | انسان ماهر                         | ۱۹۶۸       | تانزانیا        |
| تصویر را اینجا ببینید                                                | OH 8                       | ۱/۸ میلیون سال                                 | انسان ماهر                         | ۱۹۶۰       | تانزانیا        |
|                                                                      | OH 5                       | ۱/۸ میلیون سال                                 | پرامردم بویسی                      | ۱۹۵۹       | تانزانیا        |
|                                                                      | D2700                      | ۱/۸ میلیون سال                                 | انسان راست قامت                    | ۲۰۰۱       | گرجستان         |
|                                                                      | KNM-ER 62000               | ۱/۷۸ تا ۱/۹ میلیون سال                         | انسان رودولفی                      | ۲۰۱۲       | کوبی فوراً، کنیا |
|                                                                      | KNM-ER 62003               | ۱/۷۸ تا ۱/۹ میلیون سال                         | انسان رودولفی                      | ۲۰۱۲       | کوبی فوراً، کنیا |
|                                                                      | KNM-ER 60000               | ۱/۷۸ تا ۱/۹ میلیون سال                         | انسان رودولفی                      | ۲۰۱۲       | کوبی فوراً، کنیا |
|                                                                      | OH 7                       | ۱/۷۵ میلیون سال                                | انسان ماهر                         | ۱۹۶۰       | تانزانیا        |
|                                                                      | KNM ER 3733                | ۱/۷۵ میلیون سال                                | انسان راست قامت                    | ۱۹۷۵       | کنیا            |
|                                                                      | KNM ER 1805                | ۱/۷۴ میلیون سال                                | انسان ماهر                         | ۱۹۷۳       | کنیا            |
|                                                                      | مرد یوانمو                 | ۱/۷ یا ۰/۵ میلیون سال (مورد اختلاف) (disputed) | انسان راست قامت                    | ۱۹۶۵       | چین             |
|                                                                      | KNM ER 406                 | ۱/۷ میلیون سال                                 | پرامردم بویسی                      | ۱۹۶۹       | کنیا            |
|                                                                      | KNM ER 732                 | ۱/۷ میلیون سال                                 | پرامردم بویسی                      | ۱۹۷۰       | کنیا            |
| تصویر را اینجا ببینید بایگانی‌شده در ۷ مارس ۲۰۱۶ توسط Wayback Machine | KNM ER 23000               | ۱/۷ میلیون سال                                 | پرامردم بویسی                      | ۱۹۹۰       | کنیا            |
|                                                                      | KNM WT 17400               | ۱/۷ میلیون سال                                 | پرامردم بویسی                      |            | کنیا            |
|                                                                      | KNM WT 15000 (پسر تورکانا) | ۱/۶ میلیون سال                                 | انسان راست قامت                    | ۱۹۸۴       | کنیا            |
| تصویر را اینجا ببینید                                                | StW 53                     | ۱/۵ تا ۲ میلیون سال                            | انسان گاتنگی                       | ۱۹۷۶       | آفریقای جنوبی   |
| تصویر را اینجا ببینید                                                | SK 847                     | ۱/۵ تا ۲ میلیون سال                            | انسان ماهر                         | ۱۹۴۹       | آفریقای جنوبی   |
| تصویر را اینجا ببینید                                                | DNH 7                      | ۱/۵ تا ۲ میلیون سال                            | پرامردم تناور                      | ۱۹۹۴       | آفریقای جنوبی   |
| تصویر را اینجا ببینید                                                | SK 46                      | ۱/۵ تا ۱/۸ میلیون سال                          | پرامردم تناور                      | ۱۹۴۹       | آفریقای جنوبی   |
|                                                                      | Peninj Mandible            | ۱/۵ میلیون سال                                 | پرامردم بویسی                      | ۱۹۶۴       | تانزانیا        |
| تصویر را اینجا ببینید                                                | OH 9                       | ۱/۵ میلیون سال                                 | انسان راست قامت                    | ۱۹۶۰       | تانزانیا        |
|                                                                      | KNM ER 992                 | ۱/۵ میلیون سال                                 | انسان راست قامت                    | ۱۹۷۱       | کنیا            |
|                                                                      | KNM ER 3883                | ۱/۶ تا ۱/۴ میلیون سال                          | انسان راست قامت                    | ۱۹۷۶       | کنیا            |
|                                                                      | KGA 10-525                 | ۱/۴ میلیون سال                                 | پرامردم بویسی                      | ۱۹۹۳       | اتیوپی          |
|                                                                      | آرواره آتاپوئرکا           | ۱/۲ میلیون سال                                 | انسان پیشگام                       | ۲۰۰۸       | اسپانیا         |
|                                                                      | جمجمه داکا                 | ۱/۰ میلیون سال                                 | انسان راست قامت                    | ۱۹۹۷       | اتیوپی          |
|                                                                      | Sangiran 4                 | ۱/۰ میلیون سال                                 | انسان راست قامت                    | ۱۹۳۹       | اندونزی         |
|                                                                      |                            | ۷۸۰ تا ۸۵۸ هزار سال                            | انسان راست قامت                    | ۱۹۹۴       | اسپانیا         |
|                                                                      | Sangiran 2                 | ۰/۷ تا ۱/۶ میلیون سال                          | انسان راست قامت                    | ۱۹۳۷       | اندونزی         |
| تصویر را اینجا ببینید                                                | Trinil 2                   | ۰/۷ تا ۱/۰ میلیون سال                          | انسان راست قامت                    | ۱۸۹۱       | اندونزی         |
|                                                                      | Ternifine 2-3              | ۷۰۰ هزار سال                                   | انسان راست قامت                    | ۱۹۵۴       | الجزایر         |
| تصویر را اینجا ببینید                                                | Sangiran 17                | ۷۰۰ هزار سال                                   | انسان راست قامت                    | ۱۹۶۹       | اندونزی         |
|                                                                      | مرد پکن                    | ۶۸۰ تا ۷۸۰ هزار سال                            | انسان راست قامت                    | ۱۹۲۱       | چین             |
| [ ۱۹ ]                                                               | خانم بویا                  | ۰/۶ تا ۱/۴ میلیون سال                          | انسان راست قامت یا انسان هایدلبرگی | ۱۹۹۷       | اریتره          |
| تصویر را اینجا ببینید                                                | بودو                       | ۶۰۰ هزار سال                                   | انسان راست قامت یا انسان هایدلبرگی | ۱۹۷۶       | اتیوپی          |
|                                                                      | Mauer 1                    | ۵۰۰ هزار سال                                   | انسان هایدلبرگی                    | ۱۹۰۷       | آلمان           |
|                                                                      |                            | ۵۰۰ هزار سال                                   | انسان راست قامت                    | ۱۹۲۳       | هند             |
| Saldanha man                                                         | مرد سالدانا                | ۵۰۰ هزار سال                                   | انسان رودزیایی                     | ۱۹۵۳       | آفریقای جنوبی   |
| Eartham Pit, Boxgrove                                                | مرد بوکسگرو                | ۵۲۴ تا ۴۷۸ هزار سال                            | انسان هایدلبرگی                    | ۱۹۹۴       | بریتانیا        |
| تصویر را اینجا ببینید                                                | هگزین                      | ۴۰۰ تا ۵۰۰ هزار سال                            | انسان راست قامت                    | ۱۹۸۰       | چین             |
|                                                                      | میگوئلون                   | ۴۰۰ هزار سال                                   | انسان هایدلبرگی                    | ۱۹۹۲       | اسپانیا         |
|                                                                      | مرد سوانسکومب              | ۴۰۰ هزار سال                                   | انسان هایدلبرگی                    | ۱۹۳۵       | بریتانیا        |
|                                                                      | Sale                       | ۴۰۰ هزار سال                                   | انسان رودزیایی                     | ۱۹۷۱       | مراکش           |
|                                                                      | Arago 21                   | ۴۰۰ هزار سال                                   | انسان هایدلبرگی                    | ۱۹۷۱       | فرانسه          |
| تصویر را اینجا ببینید بایگانی‌شده در ۴ مارس ۲۰۱۶ توسط Wayback Machine | Ndutu                      | ۳۵۰ هزار سال                                   | انسان رودزیایی                     | ۱۹۷۳       | تانزانیا        |
|                                                                      | جمجمه اشتاینهایم           | ۳۵۰ هزار سال                                   | انسان هایدلبرگی                    | ۱۹۳۳       | آلمان           |

### پارینه‌سنگی میانی: سنگواره‌های با قدمت ۵۰ هزار تا ۳۰۰ هزار سال
| تصویر                                                                 | نام            | قدمت                | گونه            | سال اکتشاف | محل اکتشاف |
| --------------------------------------------------------------------- | -------------- | ------------------- | --------------- | ---------- | ---------- |
| تصویر را اینجا ببینید بایگانی‌شده در ۲ فوریه ۲۰۱۵ توسط Wayback Machine | جمجمه پترالونا | ۲۵۰ تا ۵۰۰ هزار سال | انسان هایدلبرگی | ۱۹۶۰       | یونان      |
|                                                                       | Ngandong 7     | ۲۵۰ هزار سال        | انسان راست قامت | ۱۹۳۱       | اندونزی    |
|                                                                       | مرد آلتامورا   | ۲۵۰ هزار سال        | نئاندرتال       |            | ایتالیا    |
|                                                                       | بونتی نیوید    | ۲۳۰ هزار سال        | نئاندرتال       | ۱۹۸۱       | بریتانیا   |

ترجمه این فهرست از نسخه انگلیسی هنوز کامل نشده‌است. لطفاً برای مشاهده فهرست کامل تر فسیل‌ها به نسخه انگلیسی مراجعه کنید.